# Станстед (Квебек)
Станстед (фр. Stanstead) је град у Канади у покрајини Квебек. Према резултатима пописа 2011. у граду је живело 2.857 становника.

## Становништво
Према резултатима пописа становништва из 2011. у граду је живело 2.857 становника, што је за 3,4% мање у односу на попис из 2006. када је регистровано 2.957 житеља.
| 2006. | 2011. |
| ----- | ----- |
| 2.957 | 2.857 |